# Chemise de nuit

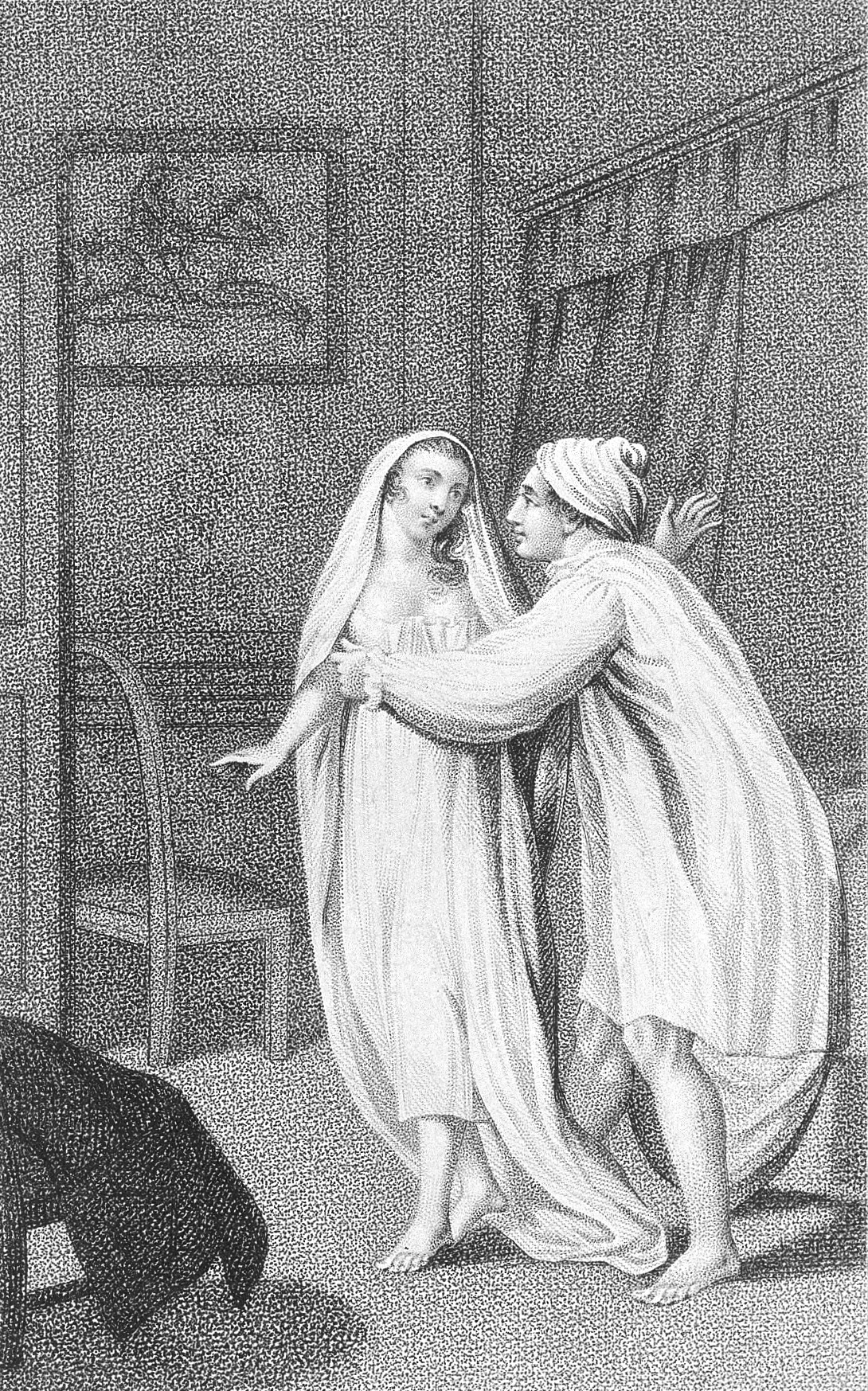
Anciennes chemises de nuit pour femme et pour homme.

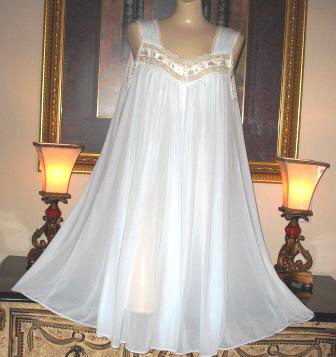
Exemple d'une chemise de nuit.

Une chemise de nuit, appelée camisole ou blouse de nuit, est un vêtement de nuit. Elle est généralement confectionnée dans un tissu léger et souple.
Elle s'enfile généralement par la tête et se porte à même la peau.

## Histoire
La chemise de nuit est utilisée dès l'Antiquité.
Au Moyen Âge, afin de marquer les différences sexuelles, il est de coutume de dormir nu ; il existe bien une « chemise de lit », assimilable à la chemise de nuit, mais le port de ce  « drap de pudeur » a une signification sociale précise : le refus d'accomplir le devoir conjugal.
Jusqu'à la Renaissance, dormir seul dans une chambre est un luxe réservé à une élite. On dort nu ou avec sa chemise de jour.
Au XVIIe siècle, seuls les plus fortunés peuvent se payer une chemise de nuit (ample, en coton et longue jusqu'aux genoux). Mais l'usage va peu à peu se répandre à mesure que les coûts de production baissent au XIXe siècle.
C'est au XXe siècle que la lingerie de nuit fait son apparition apportant une touche de séduction au fonctionnel ainsi que la diversité des courants de mode.
À l'origine unisexe, elle est abandonnée sous cette appellation par les hommes  depuis 1940, mais elle se retrouve sous les termes liquette ou pyjaveste dans la garde robe masculine actuelle.
La coupe s'apparente à celle d'une robe plus ou moins longue et ample mais rarement cintrée. Les manches sont courtes ou longues mais rarement inexistantes.